# 米歇尔豪森
米歇尔豪森是奥地利下奥地利州图尔恩县的一个市镇。总面积32.03平方公里，总人口2631人，人口密度82.1人/平方公里（2012年）。